# Jindřich Mann
Jindřich Mann (* 18. března 1948 Praha) je česko-německý filmař a spisovatel. Za svoje autobiograficky laděné dílo Poste restante obdržel mimořádnou hlavní cenu v rámci udělované Ceny Egona Erwina Kische za rok 2013.

## Život a dílo
Je jedním ze dvou synů českého spisovatele Ludvíka Aškenazyho a jeho manželky Leonie Mannové. Jeho dědečkem z matčiny strany, se kterým se však nikdy osobně nesetkal, byl německý spisovatel Heinrich Mann. Nositel Nobelovy ceny za literaturu Thomas Mann byl jeho prastrýcem.
Narodil se v Praze, kde vyrůstal. V roce 1968 složil úspěšně přijímací zkoušky na FAMU, obor dramaturgie, studium nenastoupil. Od roku 1968 žil v Německu, kam jeho rodina tehdy emigrovala z Československa po obsazení země vojsky Varšavské smlouvy. Mezi lety 1969–1973 studoval na Deutsche Film- und Fernsehakademie Berlin v Západním Berlíně, kde od té doby žil. Po ukončení studia pracoval jako scenárista a režisér. Většinu filmů psal, resp. natáčel pro německé televizní stanice, převážně ARD a ZDF. Prvním z nich byl roce 1973 dokument Frau Seeschipp oder die Lust am Verkleiden pro ARD/SFB, scénář a režie. V následujících letech to byly dokumenty, dětské televizní filmy, detektivní televizní seriály, atp. Krátký film Der Souffleur byl v roce 1981 promítán na Berlinale v hlavní soutěži. V některých vlastních filmech, ale i v produkcích svých „kolegů“ si zahrál menší role. S otcem Ludvíkem Aškenazym napsal scénář k televiznímu filmu Der Poltergeist, který pak pro ZDF roku 1985 jako režisér natočil. S  dcerou Lucii Mann napsal scénář  k televiznímu filmu Ein Sommer in Prag, ZDF 2015.
Pro Českou televizi natočil jako režisér televizní film podle hry svého otce Pravdivý příběh Antonie Pařízkové, lehké holky s dobrým srdce, 2001.
Po roce 1989 se vrátil do Československa. Od té doby také začal psát knihy, beletrii. První z nich napsal německy, další česky. Žije v Praze a v Berlíně.

### Přehled publikovaných děl
- Prag poste restante, eine unbekannte Geschichte der Familie Mann, 1. vydání, Rowohlt Verlag, Hamburg, 2007.
- Poste restante  1. vydání, Labyrint, Praha, 2012. 354 S. Německý originál sám přeložil.
- Lední medvěd. 1. vydání, Labyrint, Praha, 2017. 144 S.  Tři novely a jedna krátká povídky.
- Stříbrný kouzelník, román, 1. vydání, Labyrint, Praha, 2023